# Knoxville (Arkansas)
Knoxville è un comune degli Stati Uniti d'America, situato in Arkansas, nella contea di Johnson.